# ウォリアーブレード
『ウォリアーブレード』（Warrior Blade RASTAN SAGA EPISODE III）はタイトーから1992年に稼働されたアーケード用のベルトスクロールアクションゲーム。
サブタイトルにもあるように『ラスタンサーガ』、『ラスタンサーガ2』に続くシリーズ3作目である。日本でのみ展開された。

## 概要
『ダライアス』（1987年）から始まったタイトーの複数画面大型筐体ゲームで、横2画面分、8:3相当の幅広いステージでプレイする。システムは8方向レバー、2ボタン（攻撃、ジャンプ）操作のライフ制で、ステージ中で取ったアイテムによりライフの回復や異なるパワーアップがなされる。ベルトスクロールアクションとしてはオーソドックスなシステムを採用しているが、馬に乗って駆けながら戦ったり、飛龍に乗って上昇しながら戦ったりといった変則的なステージも用意されている。
中世ヨーロッパ風のファンタジー世界を舞台とした全6ステージで、最初と最後のステージ以外はどこから行くかをプレイヤーが選択可能。また、ゲームの進行内容によってはエクストラステージが追加される。基板のディップスイッチ設定によっては無条件にエクストラステージが出現する。
人物のグラフィックが『ダイノレックス』で一部流用されている。

## 操作方法
8方向レバーで移動、攻撃・ジャンプの2つのボタンで操作する。レバーを同じ方向に2回入れるとダッシュする。メガクラッシュはレバー操作で行うと発生する。

## ストーリー
ラスタンはセーム国を後にし、再び冒険の旅に出た。何日か過ぎたある日の晩、ラスタンは奇妙な森へ迷い込んでしまった。そこでラスタンは老婆の占い師と出会い、自身の奇異なる運命を告げられる。「蛮族の盗賊殿よ、最果ての国デポンに行くがよい。あなたの探していた運命、そして探すべき運命はそこでみつかる……」デポンへ向かう旅はつらいものだった。3年後、旅の途中で会った仲間たちとデポンに辿り着いた。若々しく活力に満ち溢れていた時代。危険と財宝に囲まれた冒険が再び始まる。

## 主人公＋α
ゲーム開始時に3人の主人公キャラクターのうち使用するキャラクター1人を選択する。プレイヤー2人による協力プレイが可能。
ラスタン（RASTAN）
28歳。ロングソードを持った蛮人戦士。本シリーズを通した主人公であり、本作は後に老王となった彼が過去の冒険を回想するという形式で始まる。パワー系キャラクター。攻撃力は大きく、攻撃範囲も広い山賊。
ドゥーイ（DEWEY LINFORD）
25歳。はるか遠くの東の国で習得したニンジュツを駆使して、クナイ状の短剣二刀流で戦う傭兵。いわゆる忍者で、スピード系キャラクター。
ソフィア（SOPHIA COLES）
26歳。本名はエカテリーナ=フォーベルバウン。かつて魔族に滅ぼされたランディスベルグ国の王女で、現在は女盗賊。鞭で戦うためリーチが長いが、攻撃力は低い。
マハディデカラディ（MAHADIDEKARADI）
召喚のクリスタルをとると登場する老魔術師。ラスタンたちに攻撃ボタンで蹴飛ばされると、その時点の魔力に応じた強力な呪文で敵を攻撃する。魔力はラスタンたちがアイテムを拾うことで回復するが、ボス戦のときはいなくなる。

## 移植版
| No. | タイトル                                   | 発売日         | 対応機種                      | 開発元                  | 発売元     | メディア                                | 型式       | 備考   |
| --- | ------------------------------------------ | -------------- | ----------------------------- | ----------------------- | ---------- | --------------------------------------- | ---------- | ------ |
| 1   | タイトーメモリーズII 下巻                  | 2007年3月29日  | PlayStation 2                 | タイトー                | タイトー   | DVD-ROM                                 | TCPS-10183 | -      |
| 2   | タイトーメモリーズII 下巻 エターナルヒッツ | 2008年6月26日  | PlayStation 2                 | タイトー                | タイトー   | DVD-ROM                                 | SLPM-55018 | 廉価版 |
| 3   | タイトーマイルストーン3                    | 2024年11月28日 | Nintendo Switch               | ハムスター              | タイトー   | ゲームカード ダウンロード               | -          | -      |
| 4   | ウォリアーブレード                         | 2024年12月19日 | PlayStation 4 Nintendo Switch | ハムスター （移植担当） | ハムスター | ダウンロード （アーケードアーカイブス） | -          |        |

PlayStation 2版
2007年3月29日発売の『タイトーメモリーズII 下巻』に収録。通常のテレビ画面に収まるように上下に余白を入れた縮小表示となった。オプション設定で画像比率を「8:3」から「4:3」とすることで1画面表示を行うことも可能だが、余白を入れないで縦に2倍引き伸ばされた表示となるだけである。16：9のワイド画面でも縦に伸びた表示になる。
PlayStation 4 / Nintendo Switch版
アーケードアーカイブスの1作品として2024年12月19日日に配信。アーケード版と同様の画像比率「8:3」でのプレイが可能なほか、ゲーム設定ではアイテムのゴールドシープが出現するまでの必要なスコア値を設定する「ゴールドシープ出現スコア」、ステージクリア時に獲得したコインとトレジャーに応じて回復するバイタリティの量を変更する「ステージクリア時のバイタリティ回復」、味方の大魔術師マハディデカラディの出現条件を変更する「マハディデカラディの出現条件」などといった設定が可能。

## 関連作品
- 太鼓の達人

家庭用の太鼓の達人シリーズに同ゲームのBGM「Rising」が収録されている。
過去にも「DADDY MULK」(『ニンジャウォーリアーズ』)などタイトーの音楽が他社のゲームにも移植されている。